# シクスト・サンチェス
シクスト・サンチェス・エンカーナシオン（Sixto Sánchez Encarnacion, 1998年7月29日 - ）は、ドミニカ共和国サン・クリストバル州サン・クリストバル出身のプロ野球選手（投手）。右投右打。

## 経歴

### プロ入りとフィリーズ傘下時代
2015年2月にフィラデルフィア・フィリーズと契約してプロ入り。契約後、傘下のドミニカン・サマーリーグ・フィリーズでプロデビュー。11試合（先発2試合）に登板して1勝2敗、防御率4.56、18奪三振を記録した。
2016年はルーキー級ガルフ・コーストリーグ・フィリーズでプレーし、11試合に先発登板して5勝0敗、防御率0.50、44奪三振を記録した。
2017年はA級レイクウッド・ブルークロウズとA+級クリアウォーター・スレッシャーズでプレーし、2球団合計で18試合に先発登板して5勝7敗、防御率3.03、84奪三振を記録した。
2018年にMLB.comが発表したプロスペクトランキングでは26位（シーズン途中で23位に上昇）、フィリーズの組織内では1位にランクインした。このシーズンもスレッシャーズで開幕迎えてプレーしていたが、6月に肘の炎症でチームを離脱。シーズン中に復帰することはなかった。この年は8試合に先発登板、46.2回を投げて、4勝3敗、防御率2.51、45奪三振を記録した。

### マーリンズ時代
2019年2月8日にJ.T.リアルミュートとのトレードで、ホルヘ・アルファーロ、ウィル・スチュワート及びインターナショナル・ボーナス・プール（海外選手契約金枠）と共にマイアミ・マーリンズへ移籍した。シーズンではA+級ジュピター・ハンマーヘッズとAA級ジャクソンビル・ジャンボシュリンプでプレーし、2球団合計で20試合に先発登板して8勝6敗、防御率2.76、101奪三振を記録した。また、7月にはオールスター・フューチャーズゲームのナショナルリーグ選抜に選出された。オフの11月20日にルール・ファイブ・ドラフトでの流出を防ぐために40人枠入りした。
2020年8月22日にメジャー初昇格を果たし、メジャーデビューとなった同日のワシントン・ナショナルズ戦では先発して5回を3失点の投球で初登板初勝利を挙げた。
2021年は右肩を痛めて手術を受け、シーズンを全休した。
2022年もリハビリのためシーズンを全休し、10月5日に再び右肩の手術を受けた。
2023年にAA級ペンサコーラ・ブルーワフーズで実戦復帰したが、1試合のみの登板に留まった。
2024年は開幕ロースター入りし、4年ぶりとなるメジャー復帰を果たしたが、14試合に登板して0勝3敗、防御率6.06と不振だった。7月2日に右肩の炎症により故障者リスト入りし、シーズン残りの試合を全休した。オフの11月2日に40人枠を外れてマイナー契約となったが、これを拒否してFAとなった。

## 選手としての特徴
身体は小さいものの難なく100mphに達する速球を投げ込み、2種類のチェンジアップを操るため、ペドロ・マルティネスと比較する声もあった。2017年からはスライダーも投げ始めている。速球の最速は、2020年に計測した100.8mph（約162.2km/h）である。

## 詳細情報

### 年度別投手成績
| 年 度    | 球 団    | 登 板 | 先 発 | 完 投 | 完 封 | 無 四 球 | 勝 利 | 敗 戦 | セ 丨 ブ | ホ 丨 ル ド | 勝 率 | 打 者 | 投 球 回 | 被 安 打 | 被 本 塁 打 | 与 四 球 | 敬 遠 | 与 死 球 | 奪 三 振 | 暴 投 | ボ 丨 ク | 失 点 | 自 責 点 | 防 御 率 | W H I P |
| -------- | -------- | ----- | ----- | ----- | ----- | -------- | ----- | ----- | -------- | ----------- | ----- | ----- | -------- | -------- | ----------- | -------- | ----- | -------- | -------- | ----- | -------- | ----- | -------- | -------- | ------- |
| 2020     | MIA      | 7     | 7     | 0     | 0     | 0        | 3     | 2     | 0        | 0           | .600  | 158   | 39.0     | 36       | 3           | 11       | 1     | 2        | 33       | 1     | 0        | 15    | 15       | 3.46     | 1.21    |
| 2024     | MIA      | 14    | 7     | 0     | 0     | 0        | 0     | 3     | 0        | 1           | .000  | 162   | 35.2     | 43       | 3           | 14       | 0     | 3        | 17       | 1     | 1        | 29    | 24       | 6.06     | 1.60    |
| MLB：2年 | MLB：2年 | 21    | 14    | 0     | 0     | 0        | 3     | 5     | 0        | 1           | .375  | 320   | 74.2     | 79       | 6           | 25       | 1     | 5        | 50       | 2     | 1        | 44    | 39       | 4.70     | 1.39    |

- 2024年度シーズン終了時

### 年度別守備成績
| 年 度 | 球 団 | 投手（P） | 投手（P） | 投手（P） | 投手（P） | 投手（P） | 投手（P） |
| 年 度 | 球 団 | 試 合     | 刺 殺     | 補 殺     | 失 策     | 併 殺     | 守 備 率  |
| ----- | ----- | --------- | --------- | --------- | --------- | --------- | --------- |
| 2020  | MIA   | 7         | 3         | 5         | 0         | 1         | 1.000     |
| 2024  | MIA   | 14        | 5         | 3         | 0         | 2         | 1.000     |
| MLB   | MLB   | 21        | 8         | 8         | 0         | 3         | 1.000     |

- 2024年度シーズン終了時

### 記録
MiLB
- オールスター・フューチャーズゲーム選出：1回（2019年）

### 背番号
- 73（2020年）
- 18（2024年）